# Олексій Заруцький
Олексій Заруцький — український шляхтич, Глухівський міський отаман, протопоп новгород-сіверський, бунчуковий товариш. Батько українського письменника-панегіриста Афанасія Заруцького.

## Життєпис
Бунчуковий товариш Новгород-сіверський Олексій Заруцький 30 грудня 1667 року згідно з універсалом лівобережного гетьмана Івана Брюховецького одержав землі на південний схід від міста Глухова старовинною Рильською дорогою на правому березі річки Клевені, що протікала по кордону з Курською губернією.
Інше джерело вказує, що за указом та жалуваною грамотою московського князя Олексія Михайловича було дано «за довгу його службу» Олексію Заруцькому, дружині його та дітям безповоротно ці землі. Пізніше, за царювання московських князів Іоанна та Петра Олексійовичів, 9 травня 1683 року була ними дана ще одна грамота Олексію Заруцькому на ці землі. Ці володіння охоплювали майже 1300 десятин землі з сільцем Білокопитовим, що розташовувалися на них, і слобідками Старою Наумовкою і Білокопитівкою. У слобідці Білокопитівці на річці Клевені на місці броду, яким проходила стара Рильська дорога, Олексієм Заруцьким була побудована гребля і млин при ній. З усіх людей, що проїжджали по греблі, бралося Заруцьким «від воза по дві гроші». Заруцький же володів берегами з обох боків річки Клевені і мав одноосібне право вздовж річки Клевені сіно косити та рибу ловити. Йому ж за річкою Клевень у Крупецькій волості Курської губернії в дров'яних угіддях дозволялося лежаче дерево на дрова брати, щоб «йому і дітям його було з чого на Государевій службі служити».
Олексій Заруцький обіймав посаду Глухівського міського отамана, а згодом став Новгород-Сіверським протопопом.